# Constantin Z. Vasiliu
Constantin Z. Vasiliu, romunski general, * 1882, † 1946.